# Служба безопасности ПНР
Служба безопасности МВД ПНР (пол. Służba Bezpieczeństwa Ministerstwa Spraw Wewnętrznych, SB; в русской транскрипции — СБ) — спецслужба и политическая полиция ПНР в 1956—1990. Входила в структуру Министерства внутренних дел как подразделение государственной безопасности. Официально в задачи СБ ставилось обеспечение общественного порядка, сбор информации государственного значения, контрразведка, борьба с терроризмом, охрана государственных границ. Реально главной функцией было подавление политической оппозиции режиму ПОРП, прежде всего правозащитного, католического и рабочего движения. Расформирована в 1990 после смены общественно-политического строя Польши.

## Предыстория
Первый карательный орган коммунистического режима Польши — Ведомство общественной безопасности (RBP) — был учреждён в июле 1944 как подразделение ПКНО под контролем коммунистической ППР. С января 1945 действовало Министерство общественной безопасности (MBP) — главный инструмент политических репрессий сталинистского периода 1948—1953. После смерти Сталина и Берута MBP было расформировано (некоторые функционеры привлечены за «нарушения социалистической законности»). В декабре 1954 создан Комитет общественной безопасности (KdsBP) — статус карательной службы понизился, масштабы деятельности уменьшились, но в структуре и функциях не произошло изменений.

## Учреждение
После событий октября 1956 новое партийное руководство во главе с Владиславом Гомулкой провело реформу карательных органов. Новая Служба безопасности ПНР (СБ) была создана 28 ноября 1956. Структурно управления госбезопасности включались в гражданскую милицию, региональный начальник СБ по должности становился заместителем соответствующего милицейского коменданта.
Это воспринималось как знак «либерализации» — политическая полиция подчинялась правоохранительному органу и переходила от массового террора к селективным репрессиям. Значительно сократился оперативный штат и сеть тайных информаторов. На место ветеранов ППР пришли более молодые сотрудники без опыта откровенного террора. Однако изменения носили количественный, а не качественный характер. Назначение структуры, её функции и методы в принципе оставались прежними. Произошло тесное переплетение функций милиции и госбезопасности. В результате не столько СБ вошла в правовое поле, сколько политизировалась милиция. МВД в целом превратилось в орган политического контроля и политического сыска. Такая ситуация сохранялась и в 1970-х, хотя при правлении Эдварда Герека масштабы политического насилия в Польше уменьшились.
Формально-правовые основы функционирования СБ МВД были окончательно сформулированы лишь в июле 1983 и уточнены в 1985—1986. До того действовало положение 1960 и ведомственная инструкция об оперативной деятельности 1970.Традиционно СБ МВД ПНР была тесно связана с КГБ СССР.

## Оргструктура
В официально сформулированных задачах СБ МВД ПНР значились:
- разведывательная и контрразведывательная деятельность;
- борьба с терроризмом;
- пресечение нелегальной антигосударственной деятельности;
- обеспечение информационной безопасности;
- охрана государственных границ;
- надзор за соблюдением законности;
- контроль за соблюдением паспортного режима;
- персональная охрана руководителей ПОРП и членов Совета министров ПНР.

Функциональными подразделениями СБ МВД ПНР являлись:
- I департамент — внешняя разведка
- II департамент — контрразведка
- III департамент — борьба с антигосударственной политической деятельностью
- IV департамент — контроль за церковью
- V департамент (в 1979—1981 — Департамент IIIA) — «защита экономики», промышленность
- VI департамент — сельское хозяйство (функционировал в 1984—1989)
- социальный и административный отдел
- военный отдел (функция мобилизации)
- Бюро по надзору (уголовно-административное право)
- Бюро заграничных паспортов
- Бюро охраны руководителей партии и правительства
- Бюро «T» (оперативная техника)
- Бюро «С» (документация)
- Бюро «W» (контроль корреспонденции)
- Следственное бюро
- Охранное бюро
- Бюро регистрации иностранцев
- Бюро оперативного учёта
- Служба пограничной охраны
- Экологическое бюро
- Исследовательское бюро (функционировало в 1982—1989, занималось персональным изучением оппозиционных лидеров)
- Бюро собственной безопасности
- Бюро политического воспитания кадров
- учебные заведения (в том числе академия и училище им. Дзержинского)

До 1963 в распоряжении СБ состояли специальные группы милиции. С 1975 в милицейских управлениях была введена должность инспектора для координации с СБ.
В последние 15 лет существования функционировали 49 воеводских и городских управлений СБ. В небольших городах и гминах действовали оперативные группы.
Функции и названия подразделений периодически менялись.

## Руководство
В 1956—1965 СБ руководили непосредственно министры внутренних дел — Владислав Виха (1956—1964) и генерал дивизии Мечислав Мочар (1964—1965).
В 1965—1969 генеральным директором СБ МВД был генерал бригады Рышард Матеевский (отстранён от должности из-за криминальной аферы Zalew — незаконного приобретения за границей и контрабанды валюты и драгоценностей — осуждён на 12 лет заключения).
В 1969—1981 во главе СБ стоял заместитель министра внутренних дел генерал дивизии Богуслав Стахура.
В 1981—1986 этот пост занимал генерал дивизии Владислав Цястонь.
В 1986—1989 СБ возглавлял генерал дивизии Генрик Данковский.
Последним руководителем СБ МВД ПНР — 1989—1990 — являлся полковник Ежи Карпач.
МВД в целом и СБ в частности курировались на уровне политбюро ЦК ПОРП. Эта функция принадлежала таким деятелям партийного руководства, как Юзеф Циранкевич, Мечислав Мочар, Станислав Ковальчик, Мирослав Милевский, Чеслав Кищак. Все они (за исключением Кищака на последнем этапе его деятельности в конце 1980-х) занимали ортодоксально-коммунистическое позиции и являлись проводниками наиболее жёсткого политического курса.
Аппарат СБ принимал участие во внутренних конфликтах партийно-государственного руководства. Органы госбезопасности являлись одной из политических опор Мечислава Мочара. Начальник III департамента МВД Генрик Пентек поддерживал Францишека Шляхцица в противоборстве со Станиславом Каней и Мирославом Милевским.

## Репрессии

### Против диссидентства и подполья
СБ активно занималась подавлением оппозиционной деятельности — арестами диссидентов, организацией психологического давления и провокаций, прямыми силовыми акциями. Выявлялись и репрессировались члены нелегальных антиправительственных организаций — Ruch, ROPCiO, КОС-КОР, WZZW, KPN), участники забастовок, демонстраций, иных протестных действий. Особенно заметной была роль СБ при обострениях политической ситуации — во время студенческих волнений 1968, забастовок на Балтийском побережье 1970—1971, летних забастовок 1976. Отдельное направление составляли преследования католической церки — в 1973 в IV департаменте была создана спецгруппа «D», действовавшая с особой жестокостью.
Арестованные часто подвергались избиениям и пыткам. Отмечались случаи убийств оппозиционеров «неизвестными преступниками» (nieznani sprawcy). Наибольшую известность в период до лета 1980 получили гибель католического священника Романа Котляжа (Радом, 1976), студента Станислава Пыяса (Краков, 1977), профсоюзного активиста Тадеуша Щепаньского (Гданьск, 1980). Обстоятельства их смерти остались доподлинно неустановленными, но все они ранее преследовались СБ.

### Против профсоюза «Солидарность»

#### После Августа
Роль и активность органов госбезопасности ПНР резко возросла после августовского забастовочного движения 1980. В 1980—1981 СБ оперативно информировала воеводские комитеты ПОРП о положении на промышленных предприятиях, о действиях и планах забастовочных комитетов и профсоюзных организаций Солидарности. Органы госбезопасности осуществляли негласный контроль и спецоперации против активистов. (С другой стороны, оказывалась поддержка ортодоксально-догматическим и национал-коммунистическим группировкам — типа объединения «Грюнвальд» или Ассоциации «Реальность» бывшего функционера спецслужб журналиста Рышарда Гонтажа.)
Руководство этими направлениями осуществляли министры внутренних дел Мирослав Милевский и Чеслав Кищак, заместители Богуслав Стахура и генерал бригады Адам Кшиштопорский, начальник СБ Владислав Цястонь, начальники III департамента полковник Генрик Вальчиньский и Генрик Данковский, начальник IV департамента полковник (впоследствии генерал бригады) Зенон Платек, начальник Следственного бюро полковник Хиполит Старшак, его заместитель и преемник полковник (впоследствии генерал бригады и заместитель министра) Збигнев Пудыш. Резко повысилась роль непосредственно занятого положением на промышленных предприятиях Департамента IIIA/V, во главе которого стоял генерал бригады Юзеф Сасин. В кадровом и идеологическом контроле заметна была роль Академии внутренних дел, комендантом которой являлся полковник, затем генерал бригады Тадеуш Валихновский.
Видную роль сыграла СБ полковника Зенона Дрынды в Быдгощской провокации марта 1981, в противостоянии властей с быдгощским региональным профцентром. Жёсткие спецоперации против Катовицкой и Силезско-Домбровской «Солидарности» проводило местное управление СБ под руководством полковника Зыгмунта Барановского и майора Эдмунда Перека. Плотную слежку за Щецинским профцентром курировал полковник Ярослав Верниковский. В Кракове полковник Адам Тшибиньский и полковник Веслав Дзяловский уделяли особое внимание профсоюзному комитету металлургов Нова-Хуты. Начальник 3 отдела V департамента полковник Владислав Куца руководил спецоперацией по прослушиванию и опубликованию материалов Радомского совещания президиума Всепольской комиссии «Солидарности» — из чего был создан формальный повод для силового решения.

#### При военном режиме
В период военного положения 1981—1983 СБ принадлежала основная роль в выявлении подпольных ячеек «Солидарности» и арестах активистов. К «работникам Гражданской милиции и Службы безопасности» особо обращался первый секретарь ЦК ПОРП и председатель Совмина ПНР генерал армии Войцех Ярузельский, объявляя о введении военного положения и переходе власти в руки WRON. Координацию репрессий осуществлял глава МВД генерал брони Кищак, оперативное руководство — заместитель министра внутренних дел генерал Стахура, начальник СБ генерал Цястонь, начальники III департамента полковники Вальчиньский и Данковский, руководитель специальной группы «по делам профсоюзов» полковник Юзеф Сасин.
Уже в ночь на 13 декабря 1981 несколько тысяч человек были арестованы и интернированы по оперативному плану Jodła. В Труймясто проведена операция Mewa — оперативники СБ и милиции под руководством начальника гданьской госбезопасности полковника Сильвестра Пашкевича задержали несколько десятков членов всепольской комиссии «Солидарности» (но впоследствии отмечалось, что несмотря на превосходящие силы и тщательную подготовку, в первую ночь удалось задержать менее половины профсоюзных лидеров, подлежавших интернированию).
Наряду с ЗОМО и армейскими подразделениями, сотрудники СБ участвовали в подавлении забастовок на крупнейших промышленных предприятиях Гданьска, Щецина, Катовице, Варшавы, Силезии, включая усмирение шахты Вуек. Оперативные группы госбезопасности задерживали и арестовывали участников майских и августовских протестов. В краковской Нова-Хуте офицером СБ был убит в день массовых протестов рабочий Богдан Влосик. Хотя большинство политических убийств в Польше 1980-х годов относится на счёт ЗОМО, во многих случаях отмечалась роль СБ.

#### До конца 1980-х
Госбезопасность оставалась прочной опорой номенклатуры ПОРП и «партийного бетона» весь период противостояния с «Солидарностью». Сказывались привилегированное положение и особая идеологическая обработка. Партийные органы ориентировали милицейских комендантов поддерживать «морально-политическую подготовку» личного состава МВД на уровне сотрудников СБ.
Особую активность под руководством генерала Платека развила спецгруппа «D». Сотрудники этого подразделения в октябре 1984 похитили и убили капеллана «Солидарности» ксендза Ежи Попелушко (полковник Адам Петрушка, капитан Гжегож Пиотровский, поручики Вальдемар Хмелевский и Лешек Пенкала арестованы и осуждены на длительные сроки заключения). Существует версия, согласно которой последней жертвой СБ в июне 1989 стал капеллан KPN Сильвестр Зых.
Однако СБ не удалось ликвидировать подпольную «Солидарность» и другие оппозиционные организации. Фактически СБ проиграла интеллектуально-технологический поединок Борющейся Солидарности (SW) (особенно вроцлавское управление во главе с полковником Блажеевским). Сам факт развёртывания небольших диссидентских групп в многомиллионную «Солидарность» ставился в вину СБ, прежде всего III департаменту и персонально генералу Кшиштопорскому.

## Оппозиционные группы в госбезопасности
Служба безопасности МВД не была подвержена идеям диссидентства и «Солидарности». В милиции, иногда даже в ЗОМО, крайне редко, но всё же фиксировались сомнения в партийном курсе. В СБ такого публично не отмечались никогда. Ни один сотрудник СБ не вступил в профсоюз сотрудников гражданской милиции. Однако имели место отдельные эпизоды тайного сотрудничества офицеров СБ с оппозиционным подпольем.
Наиболее известен пример капитана гданьского управления СБ Адама Ходыша. Офицер следственного отдела идейно сотрудничал с диссидентами, снабжал их оперативной информацией. В 1979 информация Ходыша позволила разоблачить эффективного сексота Эдвина Мышка, внедрённого в WZZW. В первой половине 1980-х Ходыш продолжал тайно информировать «Солидарность». К нему присоединились ещё несколько офицеров, но в 1984 группа была раскрыта, Ходыш арестован.
Идейно поддерживали «Солидарность» десять сотрудников СБ во Вроцлаве. Лидером группы был капитан Мариан Харукевич. Они предоставляли вроцлавской «Солидарности» важную информацию о внедрённой агентуре, помогли разоблачить группу агентов, пытавшихся расколоть оппозицию с позиций шовинизма и антисемитизма (т. н. «истинные поляки»). После увольнения из МВД Харукевич активно сотрудничал с Борющейся солидарностью.
В Третьей Речи Посполитой Адам Ходыш и Мариан Харукевич были награждены орденом Возрождения Польши.

## Реформирование
Уже в 1981 году министр внутренних дел Кищак приступил к реорганизации ведомства. В структуру МВД были внесены заметные изменения. Подразделения министерства укрупнились и централизовались. Были учреждены функциональные службы:
- разведка и контрразведка (объединение I, II департаментов, впоследствии также координация пограничных войск), руководитель Владислав Пожога — «внешнее направление»;
- служба безопасности (объединение III, IV, V, VI департаментов, общественно-административного департамента, инспекции промышленной охраны, впоследствии наблюдение за Бюро охраны правительства и координация Надвислянских войсковых частей)[18], руководители Владислав Цястонь, Генрик Данковский, Ежи Карпач — «внутреннее направление»;
- служба оперативного обеспечения (объединение бюро «C», «T», «W», социального и административного отделов, технических служб), руководители Конрад Страшевский, Стефан Стохай — «„техническое“ направление».

Также были созданы Политико-просветительская служба, Служба кадров и профессионального развития, Служба материального обеспечения, статус министерской службы получила Главная комендатура гражданской милиции (с 1983 — Главное управление внутренних дел).
Часть подразделений — охранное, следственное, военное — находилась вне укрупнённых служб.
Таким образом, с 1981 термин «Служба безопасности» приобрёл в ПНР два значения: широкое (спецслужбы МВД) и узкое (подразделения политической полиции).
Во второй половине 1980-х, по мере развития «перестроечных» тенденций, особенно в последний период существования отмечались тенденции формальной деидеологизации и аналитизации СБ. В 1989, после Круглого стола и победы «Солидарности» на выборах, задачи III департамента были переформулированы из «борьбы с антигосударственной деятельностью» в «защиту конституционного строя».
По состоянию на август 1989 — незадолго до ликвидации — СБ МВД ПНР насчитывала 24,3 тысячи штатных сотрудников и 90 тысяч осведомителей.

## Упразднение
После победы оппозиции на альтернативных выборах правительство возглавил представитель «Солидарности» Тадеуш Мазовецкий. Генерал Кищак ещё около года оставался министром внутренних дел, в органах МВД сохранялась структура СБ. По распоряжению генерала Кищака генерал Данковский, полковник Карпач и генерал Кшиштоф Майхровский (последний начальник III департамента) организовали уничтожение документации о репрессиях СБ. С августа 1989 по июнь 1992 было уничтожено более 600 тысяч единиц хранения (до половины информационной базы).
6 июля 1990 во главе МВД стал представитель «Солидарности» Кшиштоф Козловский. Менее чем через месяц, 31 июля 1990, СБ была расформирована. Функции обеспечения государственной безопасности перешли к Управлению охраны государства (UOP).
Начался процесс проверки бывших сотрудников СБ. Варшавскую делегатуру UOP возглавлял Адам Ходыш, заметную роль в разоблачениях сыграли вроцлавские уволенные сотрудники во главе с Харукевичем. До 1993 проверку, осуществляемую на добровольных началах, прошли более 14 тысяч человек, из которых положительное заключение получили около 10,5 тысяч. Негативные заключения получали причастные к политическим репрессиям и криминально-коррупционным аферам типа Żelazo и Zalew.
Функционеры СБ МВД ПНР подпадают под действие люстрационного законодательства. Руководители системы МВД и госбезопасности — Кищак, Милевский, Стахура, Платек — после 1990 в разное время привлекались к судебной ответственности. Однако процессы либо прекращались «по возрасту и состоянию здоровья» обвиняемых, либо завершались оправдательными приговорами «в связи с недостатком улик». Этому давалось два объяснения: либо умелое использование обвиняемыми принципа презумпции невиновности в правовом государстве, либо конфиденциальные договорённости, достигнутые на переговорах в Магдаленке осенью 1988. Осуждены на реальные сроки были лишь некоторые функционеры среднего и нижнего уровня, преступный характер деятельности которых не вызывал даже формальных сомнений. Лишь 2018 были вынесены обвинительные приговоры Владиславу Цястоню и Юзефу Сасину.
В современной Польше госбезопасность ПНР рассматривается как один из основных инструментов правления номенклатуры ПОРП. Непереводимый буквально термин bezpieka, относящийся к СБ МВД, звучит столь же негативно, как zomole (относящийся к ЗОМО).